# Telefone (futebolista)
José de Almeida Netto (21 de Julho de 1901 - ?), mais conhecido como Telefone, foi um futebolista brasileiro que atuava como zagueiro. Pelo Flamengo, ele fez 111 jogos oficiais e 3 gols, e foi bicampeão carioca, em 1920 e 1921, neste último exercendo a função de jogador e de técnico.

## Seleção Brasileira
Defendeu a Seleção Brasileira em 5 jogos a saber: 
| #  | Data       | Adversário |
| -- | ---------- | ---------- |
| 01 | 18/09/1920 | Uruguai    |
| 02 | 25/09/1920 | Argentina  |
| 03 | 02/10/1921 | Argentina  |
| 04 | 12/10/1921 | Paraguai   |
| 05 | 23/10/1921 | Uruguai    |

## Estatísticas pelo Flamengo
Como Jogador
| Ano   | Jogos | Gols |
| ----- | ----- | ---- |
| 1917  | 1     | 0    |
| 1918  | 4     | 1    |
| 1919  | 22    | 0    |
| 1920  | 20    | 1    |
| 1921  | 17    | 1    |
| 1922  | 13    | 0    |
| 1923  | 22    | 0    |
| 1924  | 8     | 0    |
| 1925  | 5     | 0    |
| Total | 112   | 3    |

Como treinador
| Ano   | Título(s)                                                                 | Jogos | Vitórias | Empates | Derrotas | % aprov. |
| ----- | ------------------------------------------------------------------------- | ----- | -------- | ------- | -------- | -------- |
| 1921  | - Campeonato Carioca de 1921                                              | 11    | 05       | 04      | 02       | 57,58%   |
| 1922  | - Torneio América Fabril (1922) - Torneio Início do Rio de Janeiro (1922) | 14    | 09       | 03      | 02       | 71,43%   |
| TOTAL | TOTAL                                                                     | 25    | 14       | 07      | 04       | 65,33%   |

## Conquistas e campanhas de destaque
| Flamengo - Torneio América Fabril (3): 1919, 1922, 1923 - Campeonato Carioca (2): 1920 e 1921 - Vice-campeão do Campeonato Carioca: 1922 - Torneio Início: 1922 - Troféu Torre Sport Club: 1925 - Troféu Agência Hudson: 1925 - Troféu Jornal do Commércio de Pernambuco: 1925 - Troféu Sérgio de Loreto: 1925 Seleção Brasileira - Vice-campeão do Campeonato Sul-Americano: 1921 | Flamengo - Campeonato Carioca: 1921 - Torneio América Fabril: 1922 - Torneio Início: 1922 |